# Gefleckte Peitschennatter
Die Gefleckte Peitschennatter (Ahaetulla fasciolata) ist eine giftige, aber für Menschen nicht gefährliche Schlangenart aus der Unterfamilie der Eigentlichen Nattern (Colubrinae). 

## Verbreitungsgebiet
Das Verbreitungsgebiet der Gefleckten Peitschennatter reicht von Südthailand (Provinz Nakhon Si Thammarat), über Malaysia, Singapur, die Riau- und Natuna-Inseln bis nach Borneo und Sumatra.

## Merkmale
Die Gefleckte Peitschennatter kann eine Gesamtlänge bis 170 cm erreichen und hat einen sehr schlanken Körper, einen steilen Canthus rostralis und eine zugespitzte Schnauze. Die Schuppen auf dem Rücken sind in 15 Reihen angeordnet. Die Anzahl der Bauchschuppen beträgt 211 bis 140, die Anzahl der geteilten Subcaudalia liegt bei 178 bis 197. Die Analschuppe ist ungeteilt. Vor dem Auge findet sich eine Präoculare, dahinter zwei Postocularia. Die Anzahl der Oberlippenschilde (Supralabialia) liegt bei neun, wobei das vierte, das fünfte und das sechste der Oberlippenschilde das Auge berührt. Die Anzahl der Unterlippenschilde (Infralabialia) beträgt neun bis zehn.
Die Schlange ist bräunlich, grau oder rötlichgrau gefärbt. Zum Schwanz wird sie zunehmend gelblich. Zahlreiche dunkle Querbänder finden sich vor allem auf dem Nacken und dem Vorderkörper. Kopf und Lippenschilde (Labiale) zeigen zahlreiche unregelmäßige dunkle Flecke. Eine dunkle Linie verläuft vom Rostralschild über die Augen bis zum Nacken. Der Bauch ist weißlich mit einer grauschwarzen, in der Mitte verlaufenden Linie. Je eine weitere dunkle Linie liegt auf jeder Körperseite.

## Lebensweise
Die Gefleckte Peitschennatter lebt im Flachland in Primär- und Sekundärwäldern auf Bäumen und Büschen. Sie ist tagaktiv und ernährt sich von Echsen und Fröschen und wahrscheinlich auch von Vögeln und Vogeleiern. Wie alle Peitschennattern ist sie lebendgebärend. Angaben zur Anzahl der Jungschlangen pro Wurf und zu ihrer Größe bei der Geburt sind bisher nicht bekannt.